# Батурино (Кожевниковський район)
Бату́рино (рос. Батурино) — село у складі Кожевниковського району Томської області, Росія. Входить до складу Чилінського сільського поселення.
Село є найпівденнішим в області, тому є його крайньою південною точкою.

## Населення
Населення — 411 осіб (2010; 542 у 2002).
Національний склад (станом на 2002 рік):
- росіяни — 83 %